# Kvotering
Kvotering är en särbehandling som innebär att en andel av positionerna på till exempel en arbetsplats, en beslutande församling eller en utbildning, reserveras för en speciell grupp. Begreppet syftar framför allt på kvotering grundad på egenskaper som kön, hudfärg, etnicitet eller sexualitet. Enligt Diskrimineringsombudsmannen är det kännetecknande för kvotering att den egenskap som premieras, till exempel kön, är automatiskt utslagsgivande. I Sverige är kvotering förbjuden i diskrimineringslagen. En egenskap, såsom kön, får inte vara automatiskt eller ovillkorligt avgörande, utan en objektiv bedömning ska göras av exempelvis en arbetssökandes alla meriter och personliga förhållanden.
Det finns flera anledningar till att kvotering förespråkas trots att principen om likabehandling är allmänt accepterad och positiv särbehandling i de flesta fall är förbjudet i Sverige. En sådan anledning är att flera av de system som är tänkta att ge lika förutsättningar inte resulterar i lika utfall, vilket kvotering kan motverka med tvingande kvoter (dvs kvoteringen som instrument för att uppnå ökad likhet i utfall). En annan anledning är att de existerande systemen för likabehandling inte ger önskat resultat och då blir kvotering en politisk förändringsstrategi. Ojämlikhet består bland annat eftersom människor i praktiken skiktas efter sociala kategorier så som kön, etnicitet, sexualitet, funktionalitet, ålder och klass. Olika genusvetenskapliga perspektiv har här analyserat hur manlig homosocialitet i styrelser, rasism på arbetsmarknaden och inkomstkrav på bostadsmarknaden är bara några exempel på vad som påverkar utfallet. Inom genusvetenskaplig teori kan detta analyseras som former av informell kvotering av vissa grupper.
Det finns exempel på att organisationer själva valt att kvotera i t.ex. interna rekryteringssituationer för att uppmuntra anställda av underrepresenterade grupper och visa på värderingsmässiga ställningstaganden. Mittuniversitet fälldes för olaga könsdiskriminering i ett mål om kvotering som drevs av Diskrimineringsombudsmannen.
I november 2022 antog EU slutligen ett tio år gammalt förslag om att införa könskvotering för börsnoterade företags styrelser. Sverige var ett av tre EU-länder som röstade mot förslaget i ministerrådet. Medlemsländerna har två år på sig att införa reglerna och att utforma straffbestämmelser. Vissa länder, däribland Sverige, undantas från kravet att lagstifta om kvotering.

## Två typer av kvotering
Man skiljer ofta mellan två former av kvotering: "radikal" och "måttfull". Den radikala kvoteringen går ut på att reservera en viss "kvot" för en underrepresenterad grupp och, så länge det finns aktuella sökande inom denna grupp, enbart gynna den mest kvalificerade inom denna grupp, oavsett om det kan finnas mer kvalificerade inom någon annan grupp. Exempelvis, om man beslutat att hälften av alla undersköterskor på en arbetsplats skall vara män, så anställer man bara de mest kvalificerade männen, så länge männen är underrepresenterade. Denna form av kvotering är relativt ovanlig och betraktas av somliga, som i exemplet nedan gällande kvotering i svensk utbildning, som olaglig. Måttfull kvotering, kallad positiv särbehandling, innebär istället att man när två sökande har samma meriter, väljer den sökande som tillhör den underrepresenterade gruppen.
Måttfull kvotering kallas också positiv särbehandling och är endast under vissa omständigheter tillåten. En sådan omständighet är om syftet är att upprätthålla eller uppnå en jämn könsfördelning på en arbetsplats.